# Fleet Foxes (album)
Albums de Fleet Foxes
Sun Giant EP
(2008) Helplessness Blues
(2011)
Fleet Foxes est le premier album studio du groupe Fleet Foxes. Il est sorti le 3 juin 2008 aux États-Unis et le 9 juin au Royaume-Uni.
L'album commence à la 11e place aux charts britanniques. Le 26 juin 2008 il rentre à la 34e position en Suède, atteignant finalement au mieux la 16e place.
La pochette est un détail du tableau Proverbes flamands datant de 1559 de Pieter Brueghel l'Ancien.

## Réception
L'album est un des plus acclamé de 2008. Plusieurs médias ont donné des critiques très positives comme Rolling Stone, The Guardian, Uncut, Pitchfork, Mojo ou encore de Entertainment Weekly The Guardian revendique qu'il est «un repère dans la musique américaine, un classique instantané» (a landmark in American music, an instant classic). De pareilles louanges ont été données par Allmusic, qui déclarait «Fleet Foxes est un début tellement satisfaisant et assumé» (is such a satisfying, self-assured debut).
Le magazine Uncut récompense l'album à leur Uncut Award en 2008 pour «l'album le plus gratifiant de ces douze derniers mois» (the most rewarding album of the past 12 months). Q le nomme le deuxième meilleur album de 2008 pendant qu'il est propulsé par le Times en tête de la liste  des cent meilleurs enregistrements de 2008.

### Distinction
| Publication        | Pays   | Distinction                        | Année | Rangs |
| ------------------ | ------ | ---------------------------------- | ----- | ----- |
| Amazon.com         | USA    | Le meilleur de la musique de 2008  | 2008  | #3    |
| Drowned In Sound   | UK     | Les 50 meilleurs album de l'année  | 2008  | #45   |
| Q                  | UK     | Les 50 meilleurs album de l'année  | 2008  | #2    |
| Rolling Stone      | USA    | Les 50 meilleurs album de l'année  | 2008  | #11   |
| Spin               | USA    | Les 40 meilleurs album de l'année  | 2008  | #5    |
| The Times          | UK     | Les 100 meilleurs album de l'année | 2008  | #1    |
| Pitchfork          | USA    | Les 50 meilleurs album de l'année  | 2008  | #1    |
| WERS Boston        | USA    | Le top 50 des albums de 2008       | 2008  | #3    |
| Wireless Bollinger | AUS    | Les 10 meilleurs album de l'année  | 2008  | #1    |
| Under the Radar    | USA    | Le meilleur de 2008                | 2008  | #1    |
| No Ripcord         | UK     | Le top 50 des albums de 2008       | 2008  | #1    |
| Mojo               | UK     | Le top 50 des albums de 2008       | 2008  | #1    |
| Dagbladet          | Norway | Le top album international de 2008 | 2008  | #9    |

## Fiche technique

### Liste des chansons
Toutes les chansons sont écrites et composées par Robin Pecknold, sauf indication contraire.
| No  | Titre                       | Auteur | Durée |
| --- | --------------------------- | ------ | ----- |
| 1.  | Sun It Rises                |        | 3:11  |
| 2.  | White Winter Hymnal         |        | 2:27  |
| 3.  | Ragged Wood                 |        | 5:07  |
| 4.  | Tiger Mountain Peasant Song |        | 3:28  |
| 5.  | Quiet Houses                |        | 3:32  |
| 6.  | He Doesn't Know Why         |        | 3:20  |
| 7.  | Heard Them Stirring         |        | 3:02  |
| 8.  | Your Protector              |        | 4:09  |
| 9.  | Meadowlarks                 |        | 3:11  |
| 10. | Blue Ridge Mountains        |        | 4:25  |
| 11. | Oliver James                |        | 3:23  |

### Musiciens
- Robin Pecknold - membre du groupe, compositeur
- Skyler Skjelset - membre du groupe
- Nicholas Peterson - membre du groupe
- Casey Wescott - membre du groupe
- Craig Curran - membre du groupe
- Phil Ek - producteur
- Ed Brooks - mastering
- Glen Owen - flûte